# Multi-Purpose Internet Mail Extensions
MIME és l'acrònim anglès de Multi-Purpose Internet Mail Extensions, "Extensions de correu Internet multipropòsit".
És un estàndard per adjuntar arxius a missatges de correu electrònic, com ara gràfics, documents de processadors de text, arxius de so, etc. Quan s'envien arxius binaris, aquests es converteixen (codifiquen) a text usant l'estàndard MIME, el qual es pot veure en format text tot i ser incomprensible. L'estàndard MIME és una manera d'especificar tant el tipus d'arxiu que s'envia com el mètode que s'hauria d'usar per retornar-lo al seu format original.
A més de programari de correu electrònic, l'estàndard MIME s'usa per identificar els arxius que s'envien a clients Web. Els nous formats de fitxers es poden afegir simplement actualitzant la llista de parells de tipus MIME en els navegadors i el programari apropiat per a gestionar cada tipus.
El 1991 la IETF (Internet Engineering Task Force) va començar a desenvolupar aquesta norma i des de 1994 totes les extensions MIME són especificades de forma detallada en diversos documents oficials disponibles a Internet (RFC 2045-2049).
Actualment cap programa de correu electrònic o navegador d'Internet pot considerar-se complet si no accepta MIME en les seves diferents formes (text i formats d'arxiu).
Malgrat que MIME és un estàndard dissenyat per a transferències de correu amb protocol SMTP, els tipus de contingut que defineix també es fan servir en altres protocols de comunicació. En el protocol de transferència d'hipertext (HTTP) per a la World Wide Web, els servidors insereixen una capçalera MIME al començament de cada transmissió web. Els clients fan servir la capçalera de tipus de contingut per a seleccionar una aplicació que permeti visualitzar correctament el tipus de dades indicat.

## Nomenclatura de tipus
MIME assigna un nom a cada tipus de dades. Els noms segueixen el següent format:
tipus / subtipus (tipus com a subtipus són cadenes de caràcters)
El tipus defineix la categoria general de les dades i el subtipus defineix un tipus més específic d'aquestes dades. El tipus tenir els següents valors:
- text: Indica que el contingut és text pla. Exemples de subtipus: html, xml
- multipart: Indica que té múltiples parts de dades independents. Exemples de subtipus: form-data, enviat cada dia
- message: Per encapsular un missatge existent. Per exemple quan volem respondre a un missatge de correu incorporant el missatge origen. Exemples de subtipus: partial, RFC822
- image: Indica que és una imatge. Ex de subtipus: png, gif
- audio: Indica que és un àudio. Exemples de subtipus: mpeg, avi
- vídeo: Indica que és un vídeo. Exemples de subtipus: mp4, 32kadpcm
- application: Indica que es tracta de dades d'aplicació dels quals poden ser binaris. Exemples de subtipus: json, pdf